# Giuseppe Ottolenghi
Pour les articles homonymes, voir Ottolenghi.
Giuseppe Ottolenghi (né le 26 décembre 1838 à Sabbioneta (Lombardie) et mort le 2 novembre 1904 à Turin) est un général et homme politique italien.
Il s'est distingué pendant les deuxième et troisième guerres d'indépendance italiennes, ainsi que pendant la répression du brigandage post-unification, et a servi comme commandant des XIIe, IVe et Ier Corps d'armée. Entre le 14 mai 1902 et le 21 octobre 1903, il est ministre de la Guerre du royaume d'Italie dans le gouvernement Zanardelli, et sénateur du royaume.

## Biographie
Issu d'une famille juive de notables apparemment originaire d'Ettlingen (Ottolenghi en italien) en Allemagne, qui a donné plusieurs rabbins au judaïsme italien, Giuseppe Ottolenghi est né à Sabbioneta (province de Mantoue) le 26 décembre 1838, fils d'Aronne, commerçant de profession, et de Mme Gentilla Ester Forti. Quelques années plus tard, sa famille, dont le père était originaire d'Acqui, retourne au Piémont et il poursuit ses études à Turin, s'inscrivant également à l'université locale. Juste avant le début de la deuxième guerre d'indépendance, il s'engage comme volontaire dans l'armée sarde (armata sarda). Il suit deux cours de courte durée à l'Académie royale militaire et à l'École normale d'infanterie d'Ivrée, à l'issue desquels, le 27 juillet 1859, il obtient le grade de sous-lieutenant (sottotenente) et rejoint le 17e régiment d'infanterie "Acqui". L'année suivante, il est promu lieutenant (tenente) et participe à la campagne d'Italie du Sud où, le 12 novembre 1860, il est blessé lors du siège de Gaeta et est décoré de la médaille d'argent de la valeur militaire.
En mai 1861, il entre au service du Corps d'état-major général, où il reste en tant qu'officier supérieur et personnel de troupe jusqu'en 1871. Pendant cette période, le 12 mars 1863, il est promu capitaine (capitano). Détaché au VIe Corps d'armée à Naples, il est blessé à deux reprises lors d'opérations de répression du brigandage, et le 30 mai 1864 lors d'un affrontement à Sant'Ilario dello Ionio, son cheval est tué sous lui alors qu'il escortait son commandant avec une colonne mixte d'infanterie et de cavalerie. L'affrontement s'est terminé par l'élimination définitive d'une des bandes qui avaient pris part à l'embuscade, ce qui lui a valu une deuxième médaille d'argent de la valeur militaire. Pendant la troisième guerre d'indépendance, il est attaché à l'état-major de la 3e division sous le commandement du général Filippo Brignone.
Pendant la bataille de Custoza, le 24 juin, à Monte Croce, voyant que le général Brignone se trouvait dans une situation dangereuse, de sa propre initiative il se mit à la tête des carabiniers et des guides affectés au commandement, allant à la charge de l'ennemi et le repoussant. Pour cette action il fut décoré de la croix de chevalier de l'ordre militaire de Savoie. L'estime dont il jouit au sein de l'état-major est confirmée à l'été 1869, lorsqu'il est choisi pour assister aux grandes manœuvres de l'armée française, les dernières du Second Empire, qui se déroulent cette année-là à Châlons. Pendant la guerre franco-prussienne, il est attaché militaire de l'armée française .
En août 1871, il devient professeur d'histoire et d'art militaire à l'Académie royale militaire d'infanterie et de cavalerie de Modène. Promu major (maggiore) le 9 novembre 1872, il est affecté au 62e régiment d'infanterie, stationné en Sicile, effectuant la période de commandement nécessaire aux officiers d'état-major. Il retourne à Modène en 1873, reprenant son poste précédent, imprimant, à la Tipografia Sociale, les deux volumes de Tattica ed operazioni speciali destinés aux étudiants de l'Académie.
En décembre de la même année, il est transféré à Turin comme officier d'état-major du commandement général local et, le 25 février 1877, il épouse Elisa Lea Segre. La même année, il devient chef d'état-major de la 2e division territoriale d'Alexandrie et est promu lieutenant-colonel (tenente colonnello). En avril 1879, il fait partie de la Commission internationale chargée, après le congrès de Berlin, de fixer les frontières entre le royaume du Monténégro et l'Empire ottoman, s'acquittant de cette tâche jusqu'à la fin de 1880. En juin 1881, promu colonel (colonnello), il prend le commandement du 27e régiment d'infanterie "Pavie", qu'il conserve pendant environ un an, passant en novembre 1882 au commandement du 4e régiment alpin nouvellement formé à Turin.
En 1884, il retourne au corps d'état-major général, d'abord comme attaché au IIe corps d'armée à Gênes, puis en 1886 à la direction du Ier corps d'armée à Turin,.
Le 8 avril 1888, il prend le commandement de la Brigade "Re" (brigade du roi), stationnée à Rome, avec le grade de colonel brigadier (colonnello brigadiere), recevant la promotion de général de division (maggiore generale) le 14 du même mois. Pendant son séjour dans la capitale, il est choisi par le roi Umberto Ier pour enseigner les matières militaires au prince héritier Vittorio Emanuele III. Les relations entre lui et le futur souverain se poursuivent entre 1891 et 1892 lorsque, après avoir transféré la brigade du roi à Naples, le prince prend le commandement du 1er régiment d'infanterie.
En janvier 1895, il est élevé au rang de lieutenant général (tenente generale) et est transféré à Turin en tant que commandant de la division militaire territoriale locale, poste qu'il occupe jusqu'à son transfert à Palerme en juillet 1899, où il prend le commandement du XIIe corps d'armée. Le 16 avril 1902, il prend le commandement du IVe corps d'armée, qu'il ne conservera qu'un mois. Le 14 mai, il est nommé ministre de la Guerre dans le gouvernement libéral dirigé par Giuseppe Zanardelli, en remplacement de Coriolano Ponza di San Martino. Son entrée au gouvernement a conduit à sa nomination simultanée comme sénateur du Royaume.

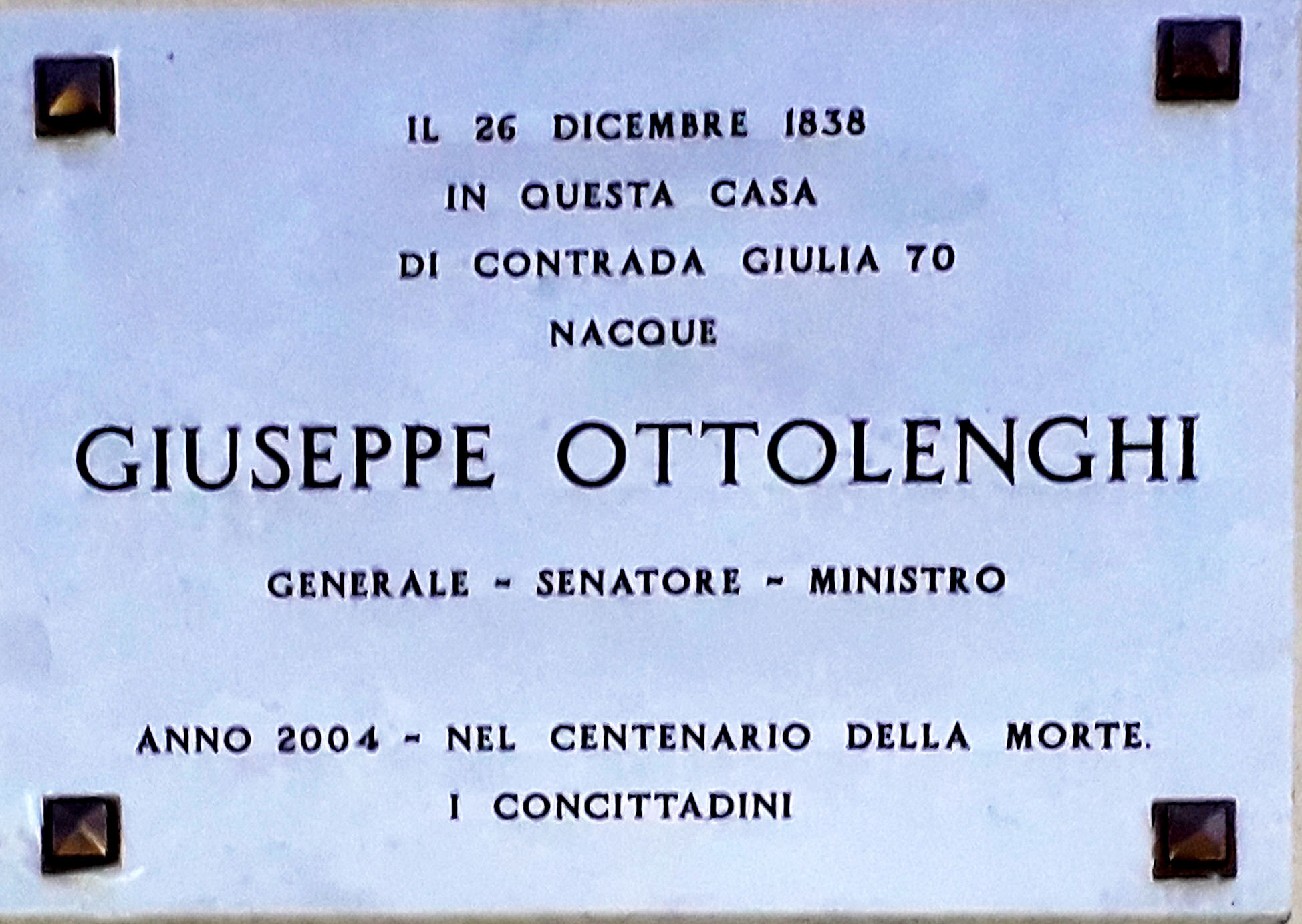
Sabbioneta, plaque tombale de Giuseppe Ottolenghi.

La rigueur du budget de l'État ne lui permet pas de réaliser ses projets de modernisation de l'armée, notamment en matière de recrutement et d'effectifs, mais il a le mérite de rationaliser le fonctionnement du ministère en décentralisant de nombreuses tâches vers les commandements d'armée et de corps d'armée, il accélère la carrière des officiers subalternes en promouvant 400 lieutenants surnuméraires au grade de capitaine, établit les nouveaux effectifs de pharmaciens dans les hôpitaux militaires, et forme les premières compagnies de ski dans les régiments alpins, poursuivant ainsi le travail de modernisation entamé par son prédécesseur Ponza di San Martino.
Après la démission du gouvernement Zanardelli, officialisée le 21 octobre 1903, il est mis à disposition pour une courte période, prenant le commandement du 1er corps d'armée à Turin le 1er décembre de la même année, poste qu'il occupe jusqu'à sa mort, survenue subitement à Turin le 2 novembre 1904, des suites d'une crise cardiaque. Il a été enterré par l'Université israélite de la ville. Il était le père de l'assureur Carlo Ottolenghi.

### Carrière militaires
- Sous-lieutenant (sottotenente) : 27 juillet 1859
- Lieutenant (tenente) : 7 novembre 1860
- Capitaine (capitano) : 12 mars 1863
- Major (maggiore) : 9 novembre 1872
- Lieutenant Colonel (tenente colonnello) : 15 juillet 1877
- Colonel (colonnello) : 12 juin 1881
- Général de division (maggiore generale) : 14 avril 1889
- Lieutenant-général (tenente generale) : 13 janvier 1895

### Postes et titres
- Professeur d'art et d'histoire militaire à l'Ecole d'infanterie et de cavalerie (19 août 1871-2 mai 1873)
- Représentant de l'Italie au congrès de Berlin (juin-juillet 1878)
- Membre de la Commission internationale pour la délimitation de la frontière turco-monténégrine (8 avril 1879-mai 1880) (novembre-décembre 1880)
- Membre de la société de géographie italienne (1869)

## Décorations

### Décorations italiennes
- Chevalier de l'ordre militaire de Savoie - 1866[9]

- Médaille d'argent de la valeur militaire - Pour la bravoure démontrée au siège de Gaeta
- Médaille d'argent de la valeur militaire - Dans la répression du banditisme

- Chevalier grand-croix décoré du grand cordon de l'ordre de la Couronne d'Italie
- Grand officier de l'ordre des Saints-Maurice-et-Lazare
- Croix d'or pour ancienneté de service (40 ans)
- Médaille commémorant les campagnes des guerres d'indépendance
- Médaille commémorative  de l'unification de l'Italie

### Décorations étrangères
- Médaille française commémorant la deuxième guerre d'indépendance italienne

## Publications
- Tattica ed operazioni speciali, Tipografia sociale, Modena, 1873.